# Neogovea branstetteri
Espèce
Neogovea branstetteri est une espèce d'opilions cyphophthalmes de la famille des Neogoveidae.

## Distribution
Cette espèce est endémique du Guyana. Elle se rencontre au Potaro-Siparuni vers Chenapau.

## Description
Le mâle holotype mesure 4,58 mm et la femelle paratype 4,85 mm.

## Étymologie
Cette espèce est nommée en l'honneur de Michael Branstetter.

## Publication originale
- Benavides, Hormiga & Giribet, 2019 : « Phylogeny, evolution and systematic revision of the mite harvestman family Neogoveidae (Opiliones Cyphophthalmi). » Invertebrate Systematics, vol. 33, no 1, p. 101-180.